# Траверзаги (Тревизо)
Траверзаги је насеље у Италији у округу Тревизо, региону Венето.
Према процени из 2011. у насељу је живело 127 становника. Насеље се налази на надморској висини од 88 м.